# All Tomorrow's Parties
"All Tomorrow's Parties" é uma canção da banda norte-americana de rock The Velvet Underground, foi escrita por Lou Reed e lançada no álbum de estreia do grupo em 1967, The Velvet Underground & Nico. Como "Femme Fatale" e "I'll Be Your Mirror", apresenta a cantora alemã Nico nos vocais principais.

## História

### Composição
De acordo com Lou Reed, a canção é "uma descrição muito adequada de certas pessoas no estúdio de arte Factory [...] Eu observava Andy. Observava Andy observando todo mundo. Ouvia as pessoas dizerem as coisas mais surpreendentes, as coisas mais loucas, as coisas mais engraçadas, as coisas mais tristes." Em uma entrevista de 2006, o baixista John Cale afirmou: "A canção era sobre uma garota chamada Darryl, uma linda loira baixinha com três filhos, dois dos quais foram tirados dela." A canção era a favorita de Andy Warhol do banda.

### Gravação
A canção foi gravada nos estúdios Scepter em Manhattan em abril de 1966. Apresenta um piano tocado por Cale, sua repetição foi inspirada no estilo de Terry Riley, com quem Cale havia tocado em meados da década. Foi uma das primeiras canções de música pop a fazer uso do piano preparado. A música também traz a afinação cacofônica de Reed, conhecida como "Ostrich Guitar". A baterista Maureen Tucker toca um tamborim e um bumbo enquanto o guitarrista Sterling Morrison toca baixo.
A cantora alemã Nico fornece os vocais principais. A música foi originalmente gravada com apenas uma faixa de gravação de seus vocais; eles foram posteriormente duplicados para a versão final do álbum. A maioria dos relançamentos usa esta versão, embora o primeiro lançamento no formato CD use a mixagem original, sem a faixa dupla.

## Ficha técnica
The Velvet Underground
- Lou Reed – vocais de apoio, guitarra
- John Cale – piano, viola elétrica
- Sterling Morrison – baixo
- Maureen Tucker – percussão

Músicos adicionais
- Nico – vocais

Produção
- Andy Warhol – produtor

## Versões alternativas

### Versão demo, Julho de 1965
A versão gravada mais antiga conhecida de "All Tomorrow's Parties" foi feita por Lou Reed, John Cale e Sterling Morrison em seu loft em julho de 1965. Com Reed no violão, a canção exibe uma forte influência da música folk – particularmente nos vocais em harmonia de Cale e Morrison – demonstrando o forte carinho de Reed por Bob Dylan. Esta versão, lançada no box set Peel Slowly and See, é composta por vários takes, que somam um tempo de 18:26.

### Versão dosingle, Julho de 1966
Uma versão editada e reduzida da canção foi lançada em julho de 1966 como single com "I'll Be Your Mirror" como lado B. É cortada cerca de metade da versão de estúdio em pouco menos de três minutos. Infelizmente, não conseguiu entrar nas paradas de sucesso. Esta versão tornou-se mais tarde disponível na versão de luxo do The Velvet Underground & Nico.

### Outras versões
No relançamento comemorativo de 45 anos do álbum, foi incluída uma versão alternativa e a versão instrumental alternativa da canção.

## Versõescover
Nico e Lou Reed gravaram versões da música em suas carreiras solo. Outros artistas que fizeram versões cover incluem Jun Togawa, Buffalo Tom, Bauhaus, Jeff Buckley, Icehouse, Nick Cave and the Bad Seeds, Tom Robinson, Simple Minds, Siouxsie and the Banshees, Rasputina, Kendra Smith, Japan, Bryan Ferry, June Tabor , Johnette Napolitano, Iron & Wine, Deerhoof e Hole.